# Diada de Sant Fèlix 2009
La diada castellera de Sant Fèlix tingué lloc el diumenge dia 30 d'agost del 2009 a la plaça de la Vila de Vilafranca del Penedès.

## Actuació
15.000 aficionats seguiren aquesta diada, en què s'assoliren cinc castells de gamma extra. Els Castellers de Vilafranca obriren la plaça descarregant un 4 de 9 amb folre i el pilar, el primer castell de gamma extra de la temporada. Els Minyons de Terrassa descarregaren amb facilitat un 3 de 9 amb folre, el mateix castell que completaren la Colla Joves Xiquets de Valls i la Colla Vella en la primera ronda.
En segona ronda, els Castellers de Vilafranca apostaren per plantar el 3 de 10 amb folre i manilles, que feu llenya en carregar els setens perquè una rengla no aguantà el pes dels pisos. És un castell que van ser els primers a carregar però que no aconseguiren descarregar fins al 2013. Els verds repetiren ronda descarregant un 2 de 9 amb folre i manilles. Com a segon castell, els Minyons de Terrassa descarregaren un 4 de 9 amb folre, després d'un intent desmuntat. La Colla Joves de Valls optà en la segona ronda per un 5 de 9 amb folre, que carregaren tot i els dubtes de l'acotxador que, en un primer moment es feia enrere. Aquest era el primer castell de gamma extra carregat per la colla en aquella temporada. La Colla Vella de Valls descarregà també en segona ronda el seu primer castell de gamma extra de la temporada, plantant un 2 de 9 amb folre i manilles.
A la tercera ronda, els Castellers de Vilafranca intentaren aixecar un 3 de 9 amb l'agulla, un castell que fins llavors cap colla havia pogut descarregar i només els Minyons havien carregat un any abans. El castell feu llenya abans que l'acotxador i l'enxaneta poguessin coronar-lo. Posteriorment, descarregaren amb solidesa un 4 de 9 amb folre. En tercera ronda, els Minyons de Terrassa descarregaren un 5 de 8, la Colla Vella de Valls un 4 de 9 amb folre, mentre que els Joves provaren aquest darrer castell, fent llenya tot i muntar el peu tres vegades. Seguidament, els Joves descarregaren un 2 de 8 amb folre.
En el torn de pilars, la Colla Vella de Valls carregà un pilar de 8 amb folre i manilles, culminant així una de les millors actuacions de la Vella per Sant Fèlix. Els Verds intentaren carregar sense èxit un pilar de 7 amb folre.
Just l'endemà, en l'actuació de Sant Ramon a Vilafranca, els Castellers de Vilafranca descarregaren el primer 3 de 9 amb folre i l'agulla de la història, que anteriorment els Minyons havien carregat el novembre de 2008.

## Colles participants, castells assolits i puntuació
| Colla Vella dels Xiquets de Valls | Pde4cam, 3de9f, 2de9fm, 4de9f, pde8fm                                    |  |  |
| Castellers de Vilafranca          | Pde4cam, 4de9fa, 3de10fm (i), 2de9fm, 3de9fa (i), 4de9f, pde7f (i), pde5 |  |  |
| Colla Joves dels Xiquets de Valls | Pde4cam, 3de9f, 5de9f (c), 4de9f (i), 2de8f, 2 pde5                      |  |  |
| Minyons de Terrassa               | Pde4cam, 3de9f, 4de9f, 5de8, 2 pde5                                      |  |  |

- *(f) folre, (m) manilles, (c) carregat, (i) intent, (id) intent desmuntat, (a) agulla.

## Curiositats
- El 4 de 9 amb folre i l'agulla dels Castellers de Vilafranca, va ser el castell descarregat de gamma extra número 100 de la colla vilafranquina.
- Va ser la primera actuació de Sant Fèlix amb una dona cap de colla, l'Helena Llagostera de la Colla Joves Xiquets de Valls.
- Va ser la primera vegada en la història que la Colla Vella dels Xiquets de Valls descarregava dos castells amb manilles en una mateixa actuació.